# Kết quả chi tiết giải bóng đá nữ vô địch quốc gia 2006
Kết quả chi tiết giải bóng đá nữ vô địch quốc gia 2006 (Tên gọi chính thức là Giải bóng đá nữ Vô địch Quốc gia - Cúp VAPower Việt Á 2006) là kết quả chi tiết các trận đấu của mùa Giải bóng đá nữ vô địch quốc gia 2006, là mùa giải lần thứ 9 do VFF tổ chức và Công ty Cổ phần tập đoàn thương mại công nghiệp Việt Á tài trợ.

## Kết quả chi tiết
Tham dự giải năm nay vẫn gồm 6 gương mặt cũ, đó là Hà Nội, Than Cửa Ông, Thái Nguyên, Hà Tây, TP HCM và Hà Nam. Các đội sẽ thi đấu vòng tròn 2 lượt từ ngày 10 tháng 3 đến 17 tháng 4 năm 2006 tại Thành phố Hồ Chí Minh để tính điểm xếp hạng.

### vòng 1
| Thành phố Hồ Chí Minh | 0–1      | Hà Tây                    |
| --------------------- | -------- | ------------------------- |
|                       | Chi tiết | Nguyễn Thị Thành (11) 88' |

| Thái Nguyên | 0–5      | Hà Nội                                                                                          |
| ----------- | -------- | ----------------------------------------------------------------------------------------------- |
|             | Chi tiết | Tuyết Mai (10) 13' · Ngọc Trâm (8) 17', 38' · Huyền Linh (7) 36' · và Nguyễn Thị Xuyến (11) 73' |

| Than Cửa Ông                  | 1–0      | Hà Nam |
| ----------------------------- | -------- | ------ |
| Nguyễn Thị Diệu Huyền (6) 49' | Chi tiết |        |

### vòng 2
| Hà Nam | 0–3      | Thành phố Hồ Chí Minh                                       |
| ------ | -------- | ----------------------------------------------------------- |
|        | Chi tiết | Lê Thị Hồng Nga (20) 34' · Đoàn Thị Kim Chi (14) 58', 90+1' |

| Hà Nội                       | 1–3      | Hà Tây                                                                    |
| ---------------------------- | -------- | ------------------------------------------------------------------------- |
| Nguyễn Thị Kim Tiến (16) 89' | Chi tiết | Nguyễn Thị Muôn (7) 36' · Trịnh Thùy Linh (18) 65' · Lê Thị Oanh (15) 86' |

| Than Cửa Ông                    | 1–0      | Thái Nguyên |
| ------------------------------- | -------- | ----------- |
| Nguyễn Thị Hiền (16) (16) 90+1' | Chi tiết |             |

### vòng 3
| Thành phố Hồ Chí Minh  | 1–2      | Hà Nội                                      |
| ---------------------- | -------- | ------------------------------------------- |
| Võ Thị Thu Hà (19) 32' | Chi tiết | Đỗ Ngọc Châm (8) 17' · Lê Thị Thủy (12) 74' |

| Thái Nguyên | 0–2      | Hà Nam                                          |
| ----------- | -------- | ----------------------------------------------- |
|             | Chi tiết | Đinh Thị Thảo (14) 71' · Vũ Thị Lành (11) 90+4' |

| Hà Tây                        | 2–1      | Than Cửa Ông                                             |
| ----------------------------- | -------- | -------------------------------------------------------- |
| Trịnh Thùy Linh (18) 65', 85' | Chi tiết | Nguyễn Thị Thùy Linh (12) 57' · Bùi Thị Tuyết (2) 2' 77' |

### vòng 4
| Thành phố Hồ Chí Minh                                                 | 6–2      | Thái Nguyên                              |
| --------------------------------------------------------------------- | -------- | ---------------------------------------- |
| Hồng Lĩnh (3) 3', 7' · Kim Chi (14) 16', 38' · Hồng Nga (20) 19', 73' | Chi tiết | Mỹ Dung (17) 21' · Đàm Thị Hương (6) 57' |

| Hà Tây | 0–1      | Hà Nam                 |
| ------ | -------- | ---------------------- |
|        | Chi tiết | Đỗ Thị Hải Anh (9) 49' |

| Hà Nội                | 1–0      | Than Cửa Ông |
| --------------------- | -------- | ------------ |
| Vũ Huyền Linh (7) 74' | Chi tiết |              |

### vòng 5
| Than Cửa Ông             | 1–1      | Thành phố Hồ Chí Minh     |
| ------------------------ | -------- | ------------------------- |
| Nguyễn Thị Hiền (16) 50' | Chi tiết | Đoàn Thị Kim Chi (14) 38' |

| Hà Nam | 0–0      | Hà Nội |
| ------ | -------- | ------ |
|        | Chi tiết |        |

| Hà Tây | 3–0      | Thái Nguyên |
| ------ | -------- | ----------- |
|        | Chi tiết |             |

### vòng 6
| Hà Nội     | 1–0      | Thái Nguyên |
| ---------- | -------- | ----------- |
| Từ Thị Phụ | Chi tiết |             |

| Hà Nam                     | 0–3      | Than Cửa Ông           |
| -------------------------- | -------- | ---------------------- |
| Thanh Huyền (6) 7' (p.l.n) | Chi tiết | Hoài Thu (11) 68', 76' |

| Hà Tây       | 1–1      | Thành phố Hồ Chí Minh |
| ------------ | -------- | --------------------- |
| Thu Quế (19) | Chi tiết | Hồng Nga (20)         |

### vòng 7
| Thái Nguyên | 0–3      | Than Cửa Ông                                                                |
| ----------- | -------- | --------------------------------------------------------------------------- |
|             | Chi tiết | Lê Thị Hoài Thu (11) 9' · Nhiêu Thùy Linh (3) 28' · Nguyễn Thị Hải (14) 65' |

| Thành phố Hồ Chí Minh | 0–1      | Hà Nam                |
| --------------------- | -------- | --------------------- |
|                       | Chi tiết | Văn Thị Thanh (7) 76' |

| Hà Tây                                               | 2–0      | Hà Nội |
| ---------------------------------------------------- | -------- | ------ |
| Trịnh Thùy Linh (18) 50' · Nguyễn Thị Thành (11) 57' | Chi tiết |        |

### vòng 8
| Than Cửa Ông                                         | 2–0      | Hà Tây |
| ---------------------------------------------------- | -------- | ------ |
| Nguyễn Thị Hiền (16) 43' · Bùi Thị Phượng (21) 90+2' | Chi tiết |        |

| Hà Nội                | 1–0      | Thành phố Hồ Chí Minh |
| --------------------- | -------- | --------------------- |
| Vũ Huyền Linh (7) 76' | Chi tiết |                       |

| Hà Nam                                        | 2–0      | Thái Nguyên |
| --------------------------------------------- | -------- | ----------- |
| Vũ Thị Lành (11) 66' · Đỗ Thị Hải Anh (9) 87' | Chi tiết |             |

### vòng 9
| Hà Tây                                       | 2–0      | Hà Nam |
| -------------------------------------------- | -------- | ------ |
| Nguyễn Thị Thành (11) 79' · Lê Thị Oanh (15) | Chi tiết |        |

| Than Cửa Ông             | 1–1      | Hà Nội                 |
| ------------------------ | -------- | ---------------------- |
| Lê Thị Hoài Thu (11) 78' | Chi tiết | Bùi Tuyết Mai (10) 21' |

| Thái Nguyên | 0–6      | Thành phố Hồ Chí Minh                                      |
| ----------- | -------- | ---------------------------------------------------------- |
|             | Chi tiết | Hồng Nga (20) 13', 90+3' · Kim Chi (14) 31', 46', 67', 74' |

### vòng 10
| Hà Nội         | 1–1      | Hà Nam          |
| -------------- | -------- | --------------- |
| Huyền Linh (7) | Chi tiết | Hải Anh (9) 59' |

| Thành phố Hồ Chí Minh                    | 4–1      | Than Cửa Ông |
| ---------------------------------------- | -------- | ------------ |
| Hồng Nga (20) · Kim Hồng (7) · Võ Thu Hà | Chi tiết |              |

| Thái Nguyên | 0–4      | Hà Tây |
| ----------- | -------- | ------ |
|             | Chi tiết |        |

## Bảng xếp hạng
| Vị trí | Đội bóng        | Trận | Thắng | Hòa | Thua | Hiệu số | Điểm số |
| 1      | Hà Tây          | 10   | 7     | 1   | 2    | 18-6    | 22      |
| 2      | Hà Nội          | 10   | 5     | 3   | 2    | 13-8    | 18      |
| 3      | Than Cua Ông QN | 10   | 5     | 2   | 3    | 14-9    | 17      |
| 4      | ĐKVĐ TP.HCM     | 10   | 4     | 2   | 4    | 22-10   | 14      |
| 5      | Hà Nam          | 10   | 4     | 2   | 4    | 7-10    | 14      |
| 6      | Thái Nguyên     | 10   | 0     | 0   | 10   | 2-33    | 0       |

## Tổng kết mùa giải
- Đội Nhất: Hà Tây (Cúp, cờ, HCV và giải thưởng 80 triệu đồng)
- Đội Nhì: Hà Nội (Cờ, HCB và giải thưởng 60 triệu đồng)
- Đội xếp thứ Ba: Than Cửa Ông Quảng Ninh (Cờ, HCĐ, giải thưởng 30 triệu đồng)
- Đội đoạt giải phong cách: TPHCM (Cờ và giải thưởng 10 triệu đồng)
- Cầu thủ xuất sắc nhất giải: Lê Thị Hoài Thu (11- TCÔ.QN)
- Thủ môn xuất sắc nhất giải: Đỗ Thu Trang (1-Hà Tây)
- Cầu thủ ghi nhiều bàn thắng nhất: Đoàn Thị Kim Chi (14- TPHCM) với 8 bàn thắng.

## Kết quả vòng chung kết

### Trận tranh hạng ba
| Than Cử Ông-Quảng Ninh                                                                                   | 1 - 4 | Thành phố Hồ Chí Minh                                                                                              |
| --- | ----- | --- |
| Nguyễn Thị Hiền (16) 85' · Lê Thị Hoài Thu (11) 9' · Bùi Thị Tuyết (2) 53" 53' · Bùi Thị Phượng (21) 65' |       | Lê Thị Hồng Nga (20) 29' · Đoàn Thị Kim Chi (14) 63' · Trần Thị Kim Hồng (7) 2' (74), 79' · Đỗ Thị Kim Thoa (25 9' |

### Trận chung kết
| Hà Tây                                      | 0 - 0 (5 - 3) | Hà Nội                                                                       |
| ------------------------------------------- | ------------- | ---------------------------------------------------------------------------- |
| Nguyễn Thị Lý (16) 19' · Vũ Thị Hậu (5) 22' |               | Nguyễn Ngọc Anh (15) 24' · Trần Thị Thảo (21) 52' · Nguyễn Kim Tiến (16) 89' |